# Kysuca
Die Kysuca (deutsch Kischütz) ist ein 66 Kilometer langer rechter Nebenfluss der Waag in der Nordwest-Slowakei.
Der Name der historischen Region Kysuce leitet sich vom Namen des Flusses ab.
Der Fluss entspringt im Javorníky-Gebirge bei Makov und verläuft ostwärts nach Turzovka und Čadca. Kurz nach Čadca ändert sich der Verlauf in südliche Richtung und führt über Krásno nad Kysucou und Kysucké Nové Mesto zur Mündung bei Žilina nahe Schloss Budatín.